# ۲۰آلفا-دی‌هیدروپروژسترون
۲۰آلفا-دی‌هیدروپروژسترون (به انگلیسی: 20α-Dihydroprogesterone) با فرمول شیمیایی C۲۱H۳۲O۲ یک ترکیب شیمیایی با شناسه پاب‌کم ۸۹۵۶ است. که جرم مولی آن ۳۱۶٫۴۷۸ g/mol می‌باشد. 